# Pendleton (Indiana)
Pendleton és una població dels Estats Units a l'estat d'Indiana. Segons el cens del 2000 tenia 3.873 habitants.

## Demografia
Segons el cens del 2000, Pendleton tenia 3.873 habitants, 1.550 habitatges, i 1.052 famílies. La densitat de població era de 222,9 habitants/km².
Dels 1.550 habitatges en un 34,6% hi vivien nens de menys de 18 anys, en un 53,3% hi vivien parelles casades, en un 10,8% dones solteres, i en un 32,1% no eren unitats familiars. En el 27,9% dels habitatges hi vivien persones soles l'11,6% de les quals corresponia a persones de 65 anys o més que vivien soles. El nombre mitjà de persones vivint en cada habitatge era de 2,41 i el nombre mitjà de persones que vivien en cada família era de 2,94.
Per edats la població es repartia de la següent manera: un 25,7% tenia menys de 18 anys, un 7,2% entre 18 i 24, un 29,9% entre 25 i 44, un 21,3% de 45 a 60 i un 15,9% 65 anys o més.
L'edat mediana era de 36 anys. Per cada 100 dones de 18 o més anys hi havia 84 homes.
La renda mediana per habitatge era de 46.204 $ i la renda mediana per família de 54.556 $. Els homes tenien una renda mediana de 39.545 $ mentre que les dones 25.753 $. La renda per capita de la població era de 20.074 $. Entorn del 3,7% de les famílies i el 4,1% de la població estaven per davall del llindar de pobresa.

## Poblacions més properes
El següent diagrama mostra les poblacions més properes.